# Ajnštajnij
Ajnštajnij je umetni element, ki ima v periodnem sistemu simbol Es in atomsko število 99. Leta 1952 so ga odkrili ameriški fiziki, Choppin, Thomson, Ghiorso in Harvey, ko so preiskovali odpadke, nastale po preskusni ameriški eksploziji vodikove jedrske bombe z dne 1. novembra 1952 ter ga poimenovali po Albertu Einsteinu. Zaradi takratne hladne vojne so svoje odkritje skrivali pred javnostjo do leta 1955.